# Ferdinand Julius Cohn

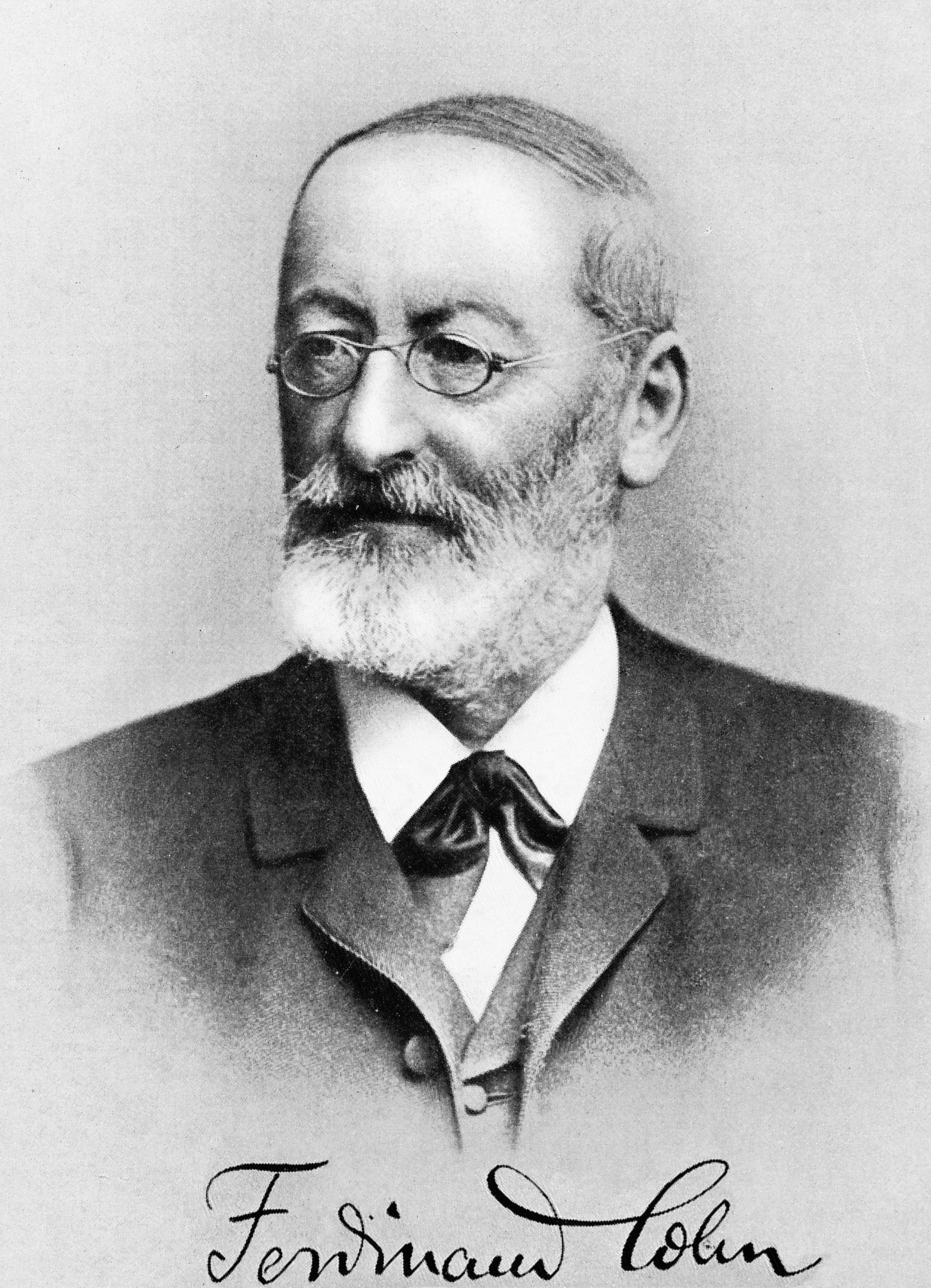
Ferdinand Julius Cohn

Ferdinand Julius Cohn (Breslavia, 24 gennaio 1828 – Breslavia, 25 giugno 1898) è stato un botanico e biologo tedesco.

## Biografia
Insieme a Robert Koch è considerato uno dei fondatori della batteriologia moderna.
Cohn nacque nella città di Breslavia (Wrocław) che all'epoca si trovava nella provincia prussiana della Slesia, figlio di un commerciante di origine ebraica, si diplomò nel 1844 presso il Maria-Magdalenen-Gymnasium, una delle scuole più ricche di tradizione della Germania. In seguito studiò Biologia a Breslavia e a Berlino, concludendo gli studi nel 1847. Nel 1851 venne nominato docente presso l'istituto di fisiologia botanica dell'Università di Breslavia, nel 1859 venne nominato professore presso lo stesso istituto.
Nel 1870, in una fontana di acqua potabile scoprì un batterio filiforme, chiamò la sua scoperta Crenothrix polyspora in tedesco Brunnenfaden (Filo delle fontane), l'opera scientifica principale di Cohn fu il suo impegno nella classificazione dei batteri.
A lui si deve inoltre la riscoperta del giardino botanico di Lorenz Scholz von Rosenau a Breslavia.
Nel 1885 gli venne conferita la Medaglia Leeuwenhoek dall'Accademia delle Scienze Olandese, nel 1895 venne premiato con la Medaglia Linneana della Linnean Society of London.
Cohn morì nel 1898 nella sua città natale, la sua tomba è tuttora visibile nel cimitero ebraico di Breslavia.

## Opere
- Zur Naturgeschichte des Protococcus Pluvialis. Bonn, 1851
- Die Menschheit und die Pflanzenwelt. Breslavia, 1851
- Der Haushalt der Pflanzen Lipsia, 1854
- Untersuchungen über die Entwicklungsgeschichte der Mikroskopischen Algen und Pilze. Bonn, 1854
- Beiträge zur Biologie der Pflanzen (Serie di scritti, Breslavia, iniziati nel 1870)
- Neue Untersuchungen über Bakterien. Bonn, 1872-75
- Die Pflanze. Lipsia, 1882

| Cohn è l'abbreviazione standard utilizzata per le piante descritte da Ferdinand Julius Cohn. Consulta l'elenco delle piante assegnate a questo autore dall'IPNI. |